# The Hunted (2003)
The Hunted é um filme estadunidense de ação dirigido por William Friedkin e estrelando Tommy Lee Jones e Benicio del Toro. Brian Tyler compôs a trilha sonora do filme.

## Elenco
- Tommy Lee Jones como L.T. Bonham
- Benicio Del Toro como Aaron Hallam
- Connie Nielsen como Abby Durrell
- Leslie Stefanson como Irene Kravitz
- John Finn como Ted Chenoweth
- José Zúñiga como Bobby Moret (como Jose Zuniga)
- Ron Canada como Harry Van Zandt
- Mark Pellegrino como Dale Hewitt
- Jenna Boyd como Loretta Kravitz
- Aaron DeCone como Stokes (como Aaron Brounstein)
- Carrick O'Quinn como Kohler
- Lonny Chapman como Zander
- Rex Linn como Powell
- Eddie Velez como Richards
- Alexander MacKenzie como Sheriff